# سيانيد الصوديوم
سيانيد الصوديوم هو مركب كيميائي له الصيغة NaCN، وهو سام مثل كل مركبات السيانيدات.

## التحضير
يحضر سيانيد الصوديوم من أميد الصوديوم وذلك بتسخينه مع الكربون عند 800°س، أي عملياً بإلقاء الفحم في مصهور أميد الصوديوم حيث يتشكل في البداية سياناميد الصوديوم
وذلك حسب التفاعلات التالية:
أ) عند درجة حرارة 600°س
ب) عند درجة حرارة 800°س
هناك طريقة أخرى تتمثل في صهر كلوريد الصوديوم وسيان أميد الكالسيوم معاً في فرن كهربائي.
أما الطريقة التجارية فهي بتعديل حمض سيانيد الهيدروجين بالصودا الكاوية

## الاستخدامات
يستخدم في التعدين وذلك في معالجة فلز الذهب، كما يستخدم في تقسية الفولاذ.
كما يستخدم أيضاً لتحضير حمض سيانيد الهيدروجين ومركب الأديبونتريل.